# ブルガリ
ブルガリ（Bulgari /BVLGARI ）は、ギリシャ系イタリア人のソティリオ・ブルガリが1884年にイタリアのローマに創業した高級宝飾品ブランドである。フランスの企業グループであるLVMHに属する。
企業としての商号は、「J」「W」「U」がなく、かつ小文字もなかった古代のラテン文字の表記法により「BVLGARI」と表記される。

## 概要
元は高級宝飾店として開業したが、1977年から腕時計の製造も始めた。2000年代以降は、香水やメガネフレーム、レザーアイテム（ハンドバッグや財布）なども取り扱っており、リゾート・ホテルの経営にも乗り出している。宝飾品、時計、バッグなどにみられるヘビの頭部をあしらった意匠などがブランドアイコンとされる。

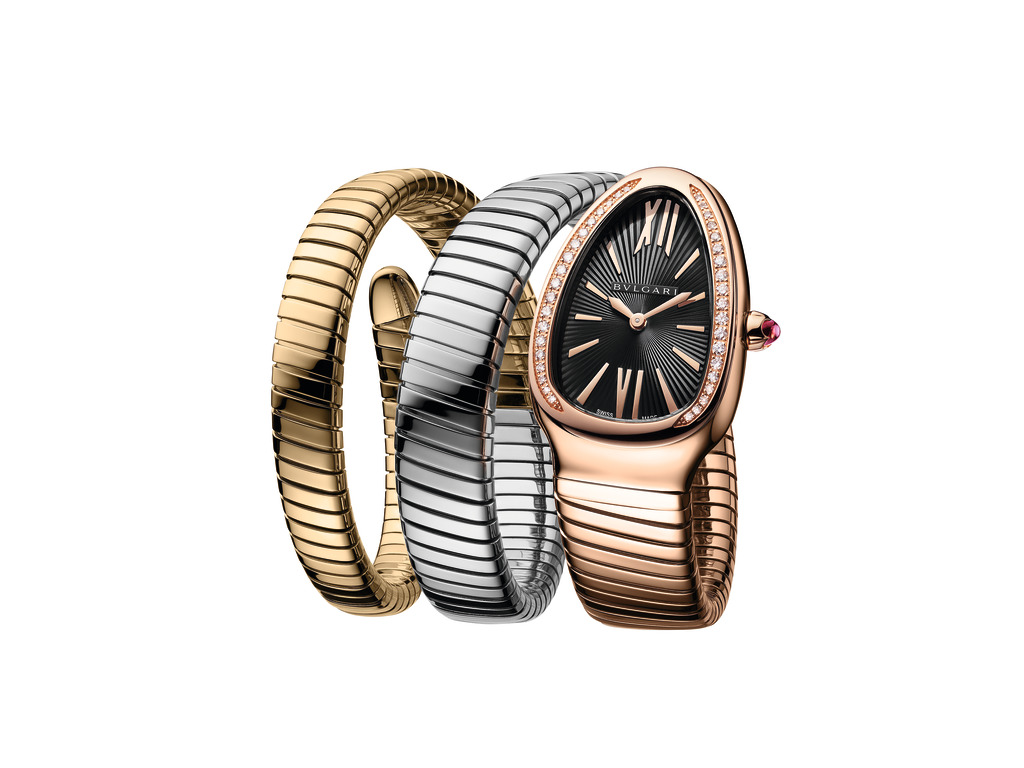
ブルガリの時計（製品）

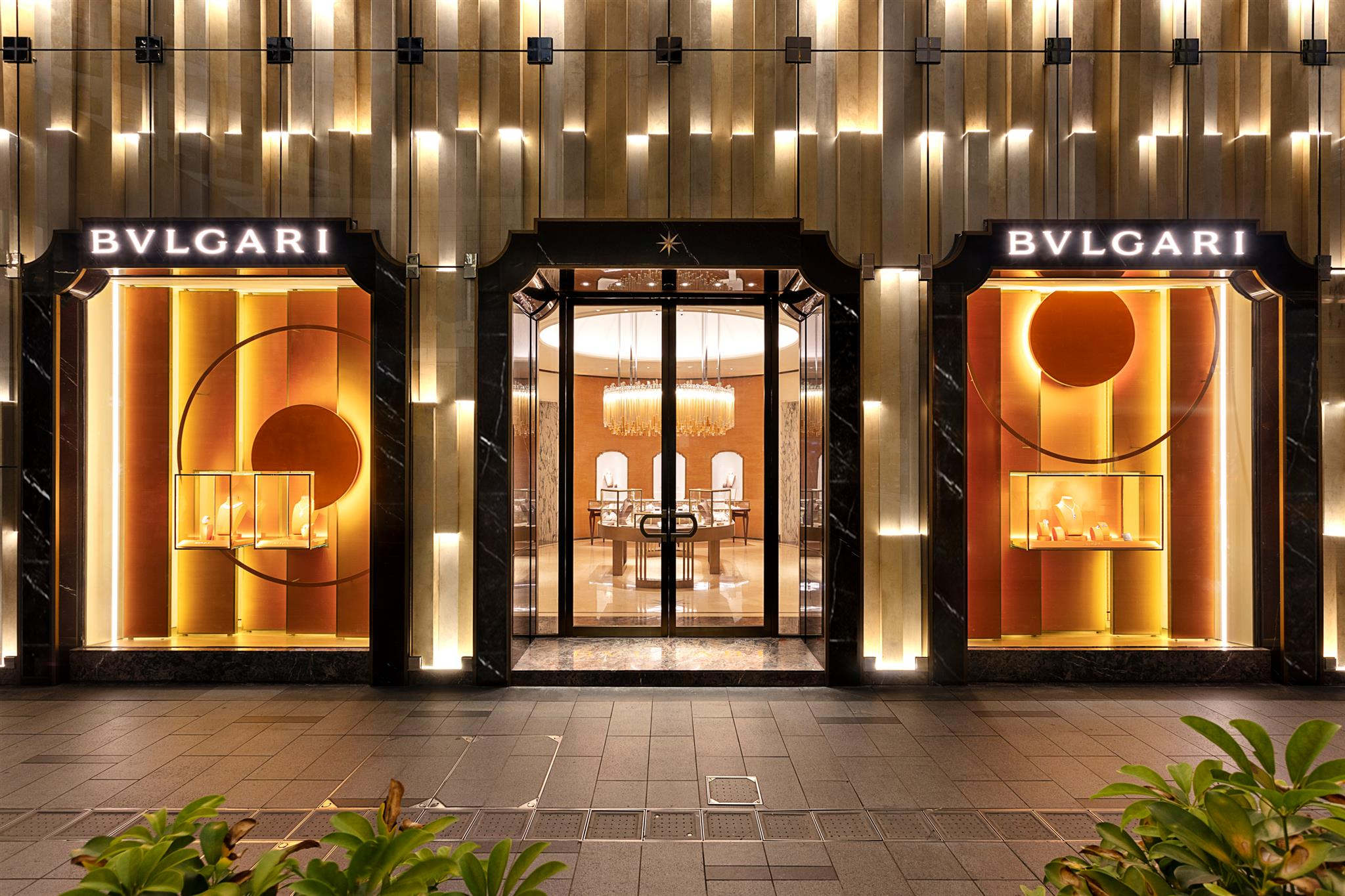
香港ブティック

1970年代にニューヨークに海外1号店を出店。現在は世界中に150ほどの直営店があり、日本では東京都千代田区紀尾井町に本店があったが、現在は中央区銀座に移転している。日本全国では40店舗ほどあり、2007年には銀座でレストランやバーも備えたブルガリ最大の旗艦店となる銀座タワー店が完成した。2012年には大阪の阪急うめだ本店に、世界初となるインストアカフェを併設した店舗をオープンした。
2011年3月に創業家とLVMHとの株式交換が行われ、会社がLVMH傘下に入ると同時に、ブルガリ創業家がLVMHの株式の一部を保有する形となった。これに伴い、かねてよりルイ・ヴィトン、クリスチャン・ディオール、ならびにフェンディなどの要職を歴任してきたマイケル・バークがLVMHより赴任。翌2012年2月をもって、創業家以外で初のCEOに就任している。
なおLVMHグループ入りの際には、LVMHによる買収ではなく株式交換の形をとっており、LVMHのブルガリ株式保有分をブルガリ家が株式交換で入手したLVMH株と交換することを申し入れることができるという条項が付けられている。

## 沿革

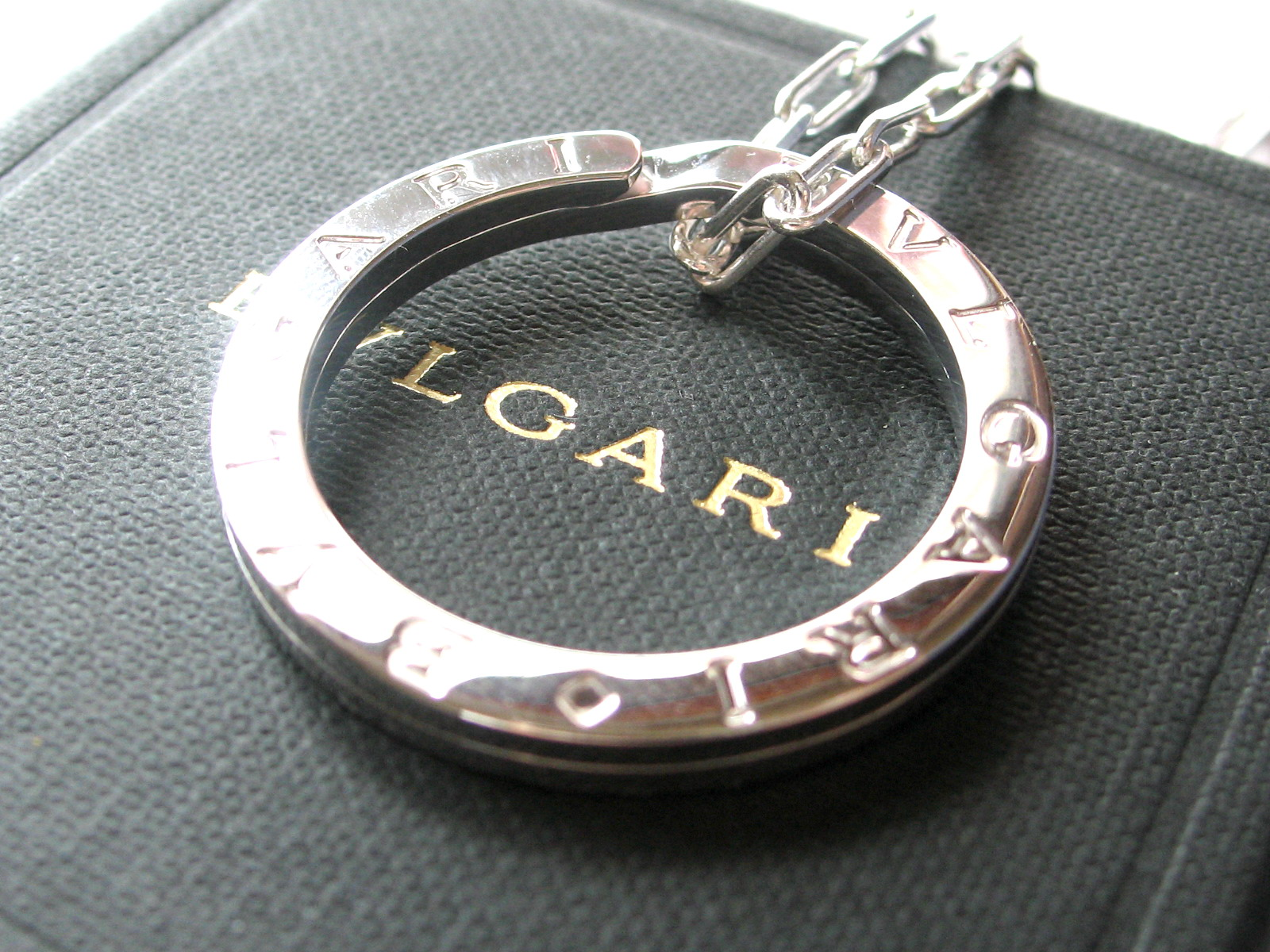
ブルガリのネックレス

- 1884年 - 創業。宝飾店をローマ・システィーナ通りにオープン。
- 1970年代 - 米ニューヨークに海外1号店を出店。
- 1991年 - 日本進出。ブルガリ・ジャパン設立。
- 1995年 - イタリア証券取引所に上場。
- 2004年 - ホテル事業に進出。ブルガリホテル・ミラノオープン。
- 2011年 - 創業家による株式交換によりLVMH傘下に入る。

## 台湾問題
2023年7月11日、ブルガリは公式サイトで「台湾（中華民国）を「国扱い」するような表記をした」として、謝罪する声明文を出した。その原因は、ブルガリは店舗情報のページにて香港を「中国香港特別行政区」と記載する一方、「台湾」には「中国」を付けていなかったために中国のSNS上にて「台湾を中国からの独立国のように扱っている」という批判が噴出したためとされる。
ブルガリは「管理上のミスによるものだ」と謝罪し、「中国の主権と領土の一体性を尊重する」とし、同日中に公式サイトの内容を更新した。
ブルガリのジャン・クリストフ・ババンCEOは同年5月に中国を訪問した際、「中国はブルガリにとって最も重要な市場であり、イタリア本土市場よりも重要だ」と述べていた。

## 香水
1993年に、ブルガリが最初の香水「オ・パフメ」（のちにオ・パフメ・オーテヴェールと改名）を発表した。「緑茶の香り」として茶の湯の世界を表現したものとされ、これがヒットしたため、本格的に香水事業に乗り出すようになった。メンズ・レディースともに、多様な商品を展開している。
日本での輸入総代理店はブルーベル・ジャパンで、ブルガリの各店舗のほか、全国デパートのフレグランスコーナーの「カフェ・ド・パルファム」で購入可能。

### 香水一覧

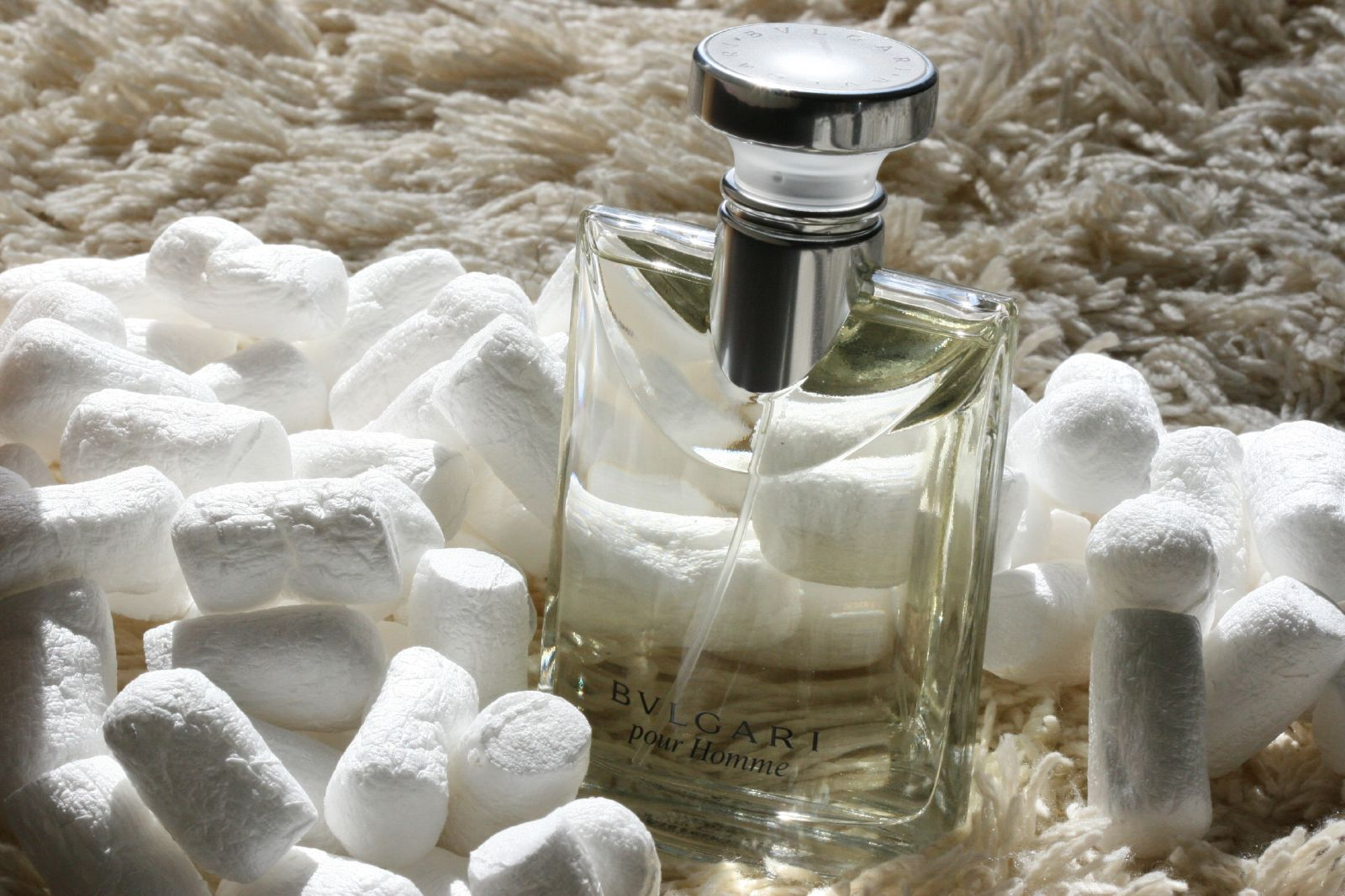
ブルガリの香水

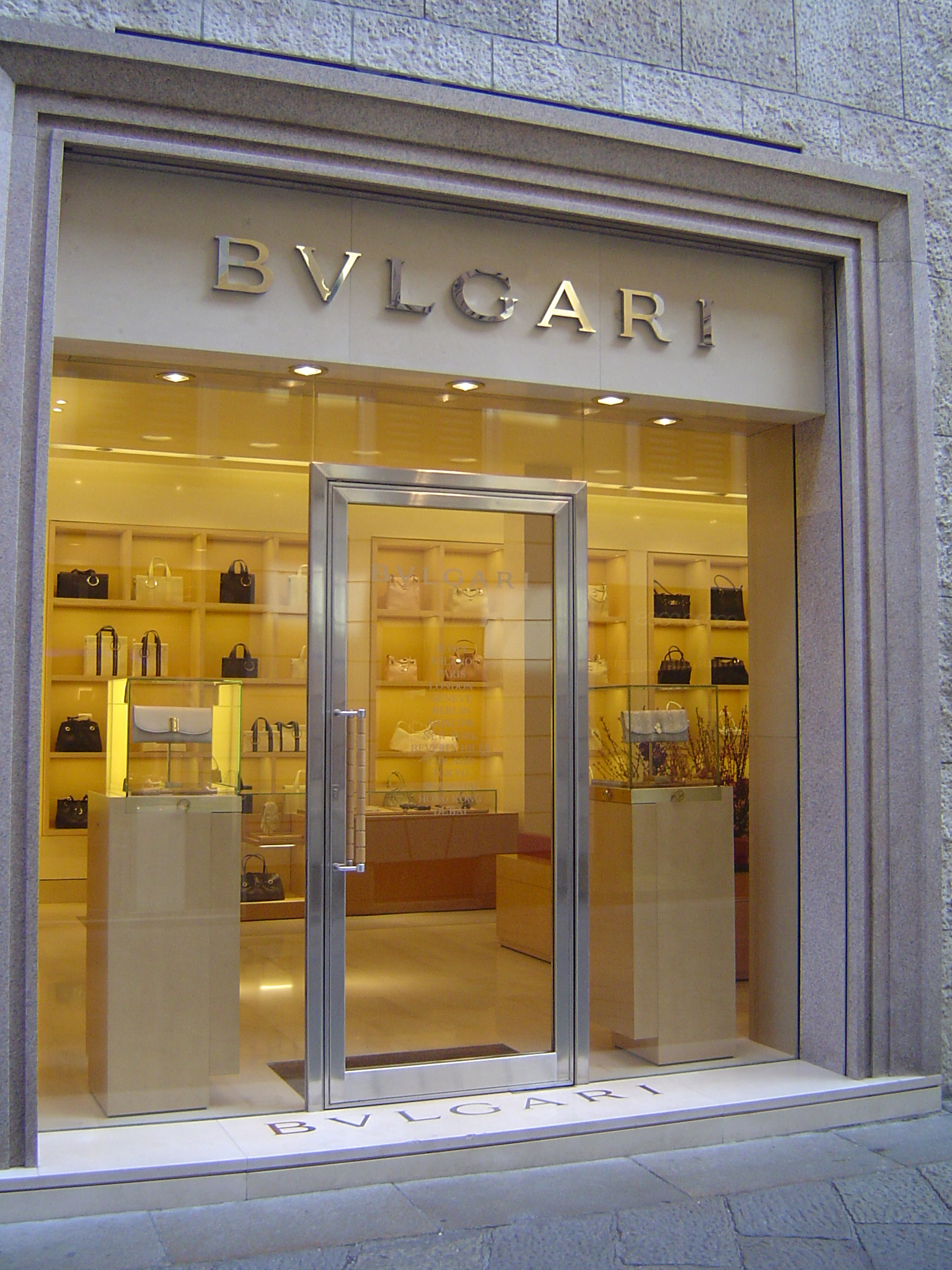
ミラノのブルガリ・ショップ

メンズ
- アクアシリーズ
プールオム（AQVA pour homme）
プールオム マリン（AQVA pour homme）
プールオム トニック（AQVA pour homme Toniq）
プールオム マリン トニック（AQVA pour homme marine Toniq）
- ブルー プールオム（BLV pour homme）
- ブルガリ プールオム（BVLGARI pour homme）
ブルガリ プールオム エクストレーム（ - extreme）
ブルガリ プールオム ソワール（ - soir）
- ブルガリ マン（BVLGARI man）

レディース
- オ・パフメ（Eau Parfumee）シリーズ
オーテヴェール（ - au the vert）
エクストレーム（ - extreme / オーテヴェールの濃縮版）
オーテルージュ（ - au the rouge）
オーテブラン（ - au the blanc）
- ブルーシリーズ
ブルー
ブルーII
ブルー オードエテ（2010年夏季限定品）
- オムニアシリーズ
オムニア
アメジスト
クリスタン
グリーンジェイド
コーラル
- ジャスミンシリーズ
ヴェール
ノワール
モンジャスミンノワール
- ブルガリ プールファム
- ブルガリ ローズエッセンシャル

製造中止
- ブルガリ オーフレッシュ（eau fraiche / プールファムのライト版）

日本展開なし
- ブルガリ プチママン
- ブルガリ ブラック

- ブルガリ ブルー ノッテ プールオム/プールファム

など。

## ブルガリ ホテルズ & リゾーツ
ブルガリ ホテルズ & リゾーツは、世界有数の最高級ラグジュアリーホテルを目指している。
ホテルは、ミラノ、ロンドン、ドバイ、バリ、北京、上海、パリ、東京、ローマなど世界の最高級ラグジュアリー地区またはリゾート地の最高級エリアに位置。今後の開業予定地は、モルディブ（2025年）、マイアミビーチ（2026年）、ロサンゼルス（2026年）となっている。ホテルデザインはアントニオ・チッテリオ。
ブルガリとマリオット・インターナショナルとの合弁により設立された経緯があるため、マリオットのブランドの1つではあるが、マリオットボンヴォイには不参加である。